# Dypsis fibrosa
Dypsis fibrosa – gatunek palmy z rzędu arekowców (Arecales). Występuje endemicznie na Madagaskarze, w prowincjach Antananarywa, Antsiranana, Fianarantsoa oraz Toamasina. Można go spotkać między innymi w parkach narodowych Ranomafana i Zahamena.
Rośnie w bioklimacie wilgotnym. Występuje na wysokości do 1000 m n.p.m.